# Ewa Schalley
Ewa Minkina-Schalley (Poczesna, 1974) is een bekende Belgisch-Poolse damster.

## Levensloop
Zij veroverde in totaal 10 Poolse titels bij de dames. Uitkomend voor Polen werd zij in 1997 vice-wereldkampioen bij de dames achter de Letse Zoja Golubeva. In België nam zij zevenmaal deel aan het Belgische kampioenschap.
Ze is de echtgenote van de Belgische dammer Ronald Schalley.

## Erelijst
- Dameskampioen van Polen
- Kampioen van België 2019
- Vice-kampioen van België 2002, 2013, 2014 en 2018